# お亀の方
お亀の方（おかめのかた）は、安土桃山時代から江戸時代前期にかけての日本の女性。徳川家康の側室。初代尾張藩藩主・尾張徳川家の祖・徳川義直の生母。家康没後は相応院と称した。

## 生涯
石清水八幡宮の祠官・志水宗清の娘。母は東竹甲清の娘・龍雲院。
はじめ竹腰正時に嫁ぎ、竹腰正信を生む。夫と死別後、奥勤めに入る。その後、石川光元の側室となり石川光忠を生む。
光元と離縁後の文禄3年（1594年）、21歳の時、家康に見初められ側室となる。
文禄4年（1595年）に仙千代を生む。仙千代は、慶長5年（1600年）2月、6歳で夭折する。仙千代の菩提を弔うため、高岳院（現・名古屋市東区）を建立した。
同年11月、五郎太丸（後の徳川義直）を生む。家康の死後、相応院と名乗り、義直のいる名古屋城で暮らした。
慶長18年（1613年）、浅野幸長が嗣子なく死去した際、その弟・長晟からの依頼で、家臣・山下氏勝とともに、長晟の家督相続に向けて関与した。
寛永19年（1642年）9月16日、死去。69歳没。戒名は相応院殿信誉公安大禅定尼。

## 没後
寛永20年（1643年）、義直は、お亀の方の菩提を弔うため宝亀山相応寺（現・名古屋市千種区城山町）を建立した。

## 家族
妹（隆正院松譽貞春）は、家臣・山下氏勝に嫁いだ。

## 登場作品
- 『春日局』（1989年、NHK大河ドラマ、演：朝比奈順子）
- 『葵 徳川三代』 （2000年、NHK大河ドラマ、演：床嶋佳子）
- 『影武者徳川家康』 （2014年、テレビ東京、演：白須慶子）